# 岸小三郎
岸 小三郎（きし こさぶろう、1857年（安政4年5月） - 1902年（明治35年）6月30日）は、明治時代の政治家。弁護士。衆議院議員。法学博士。

## 経歴
大垣藩士、岸壮太夫の二男として大垣に生まれる。藩校に入り普通学を修めたのち藩の雇教師の名村泰蔵に英学を学んだ。ついで大垣師範黌を卒業し、小学教員を経て、師範予備校教員となった。
1880年（明治13年）大垣に岐阜中学校分校が置かれると教諭となり漢文学や英学を教えた。のち岡山兼吉の知遇を受けて上京し早稲田専門学校に入り1884年（明治17年）卒業。同年、代言試験に合格し審理社に入り弁護士業務に従事した。
1887年（明治20年）旧大垣藩主の戸田氏共がオーストリア＝ハンガリー全権公使に任命されると幕僚として随行する。さらに同地でウィーン大学に入学し法律学などを修めた。
1890年（明治23年）ドイツのゲッティンゲン大学に入り法学博士となり、さらにベルリン大学校に進学。同地の各裁判所にて実地研究をしたのちに帰朝し弁護士を開業した。また、法律学校の教授を務めた。
1894年（明治27年）3月の第3回衆議院議員総選挙では岐阜県第2区から出馬し当選。1898年（明治31年）3月の第5回総選挙でも当選し衆議院議員を通算2期務めた。
1901年（明治34年）には弁護士として立憲政友会に加盟したが、1902年（明治35年）6月30日、精神病により死去。

## 著述
翻訳
- James F. Stephen (1872), Indian Evidence Act, London: Macmillan and Co.
  - 『英國證據法』 岸小三郎訳。博文社（長尾景弼）、1884年。
  - 『英国証拠法・英国証拠法全解』。磯部醇、秋山源蔵、北畠秀雄、岸小三郎共訳。『日本立法資料全集』。信山社出版、2005年（復刻版）。
- William Mawdesley Best, John Archibald Russell, Appleton Morgan (1849 - 1882), The principles of the law of evidence: with elementary rules for conducting the examination and cross‐examination of witnesses
  - 『證據法論綱』、片山清太郎校閲、岸小三郎・高山圭三訳。博文社（長尾景弼）、1886年。穂積陳重序文。
  - 『証拠法論綱』、片山清太郎校閲、岸小三郎・高山圭三訳。『日本立法資料全集』。信山社出版、2003年（復刻版）。

著述
- Das Erbrecht Japans : insbesondere Kritik des Intestaterbrechtes der Codification vom Jahre 1890: Inaugural-Dissertation zur Erlangung der juristischen Doctorwürde der juristischen Fakultät der Georg-Augusts-Universität zu Göttingen.  Druck der Univ.-Buchdruckerei von W. Fr. Kästner, 1891
- 述『民事訴訟法 東京専門学校法律科第6回第3年級講義録』。東京専門学校、1896年。
- Weismann, August,  / 足立文太郎 / Haddon, Alfred C. (Alfred Cort) / Loth, Edward / 内田銀蔵 / 金沢庄三郎 / Mall, Franklin P. (Franklin Paine) / Innes, Arthur D. (Arthur Donald) / Haberlandt, Michael / Pardo de Tavera, T. H. (Trinidad Hermenegildo) / Starr, Frederick / 木村正辞 / Edkins, Joseph / Bradlaugh, Charles / Buchner, Ludwig / Aveling, Edward Bibbins / Ingersoll, Robert Green / Foote, George W. / Deniker, Joseph / Friedlaender, Benedict / 岸小三郎 / 三浦謹之助 / 小金井良精 / 山極勝三郎 『Pamphlets』（Каменные орудия палеолитической стоянки в с. Мезине Черниговской губ. Этнографические коллекции из бывш. российско-американских владений.）